# Dolmen (jogo eletrônico)
Dolmen é um jogo eletrônico de RPG de ação com perspectiva em terceira pessoa desenvolvido pela empresa brasileira Massive Work Studio e publicado pela empresa alemã Prime Matter. O jogo possui elementos de ficção científica, terror e inspiração em obras do escritor H. P. Lovecraft, e foi lançado para PlayStation 4, PlayStation 5, Xbox One, Xbox Series X/S e Microsoft Windows no dia 20 de maio de 2022.